# しおじプラザ
しおじプラザは、京都府舞鶴市浜にある都市公園（都市緑地）である。1993年に第一期工事が完成した。
東舞鶴地区の中心部から、すぐ近くにある海辺の海浜公園であり、三条通から五条通までの約3,500m²の間に、ツツジやサツキなどの花木約3,000本が植えられている。

## 概要
公園内では、花木の散策が楽しめるほか、ブロンズの彫刻像などや、ベンチが設置されていて、天気の良い日は、海を挟んで目前にフェリーの発着する前島埠頭、その先に大浦半島の山並みなどが見渡せる、多くの人がくつろぐスポットとなっている。
また、公園内の中央にある大きなイカリのモニュメントは、戦争前につくられた航路標識係留用のもので、重さが約4トンあり、公園のシンボルとして市が海上自衛隊から借り受けて設置したものである。
なお、岸壁には、舞鶴湾を巡る遊覧船の発着場があったが、2009年に近くにある赤れんが博物館傍に移設されたため、現在は使われていない。

## 人道橋
フェリー乗り場のある前島埠頭とを結ぶ歩道橋の設置が計画されていて、長く計画が進んでいなかったが、2010年4月からようやく建設工事が始まった。2011年度中の完成を目指している。